# 디즈니랜드 파리

디즈니랜드 파리의 로고

디즈니랜드 파리(Disneyland Paris)는 프랑스 파리 근교의 센에마른주 세시에 위치한 22만 3천 제곱미터 규모의 테마 파크이다. 유럽의 지역에서 건설된 첫 디즈니 공원으로, 1992년 4월 12일 개장하였다.

## 같이 보기
- 월트 디즈니 컴퍼니